# Davizinho
Davi Alves Silva Júnior, mais conhecido como Davizinho (Imperatriz, 22 de novembro de 1976) é um político brasileiro filiado ao Partido Liberal (PL). Foi deputado federal pelo estado do Maranhão. Em 12 de maio de 2016, assumiu o lugar do deputado Sarney Filho.

## Carreira política
Começou a carreira política em 2004 como membro do PSDC, seis anos após a morte de seu pai. Dois anos depois, em 2006, candidatou-se a deputado federal pelo PDT sendo eleito para o primeiro mandato, sendo reeleito em 2010. 
Ascendeu ao mandato de deputado federal em 2011 e chegou a ser considerado reeleito em 2014, para a 55.ª legislatura (2015-2019), em decorrência de disputa quanto ao quociente eleitoral, por causa dos votos de Deoclides Macedo, e sua coligação. Como os votos desse último acabaram anulados pela Justiça Eleitoral, perdeu a vaga para o deputado Julião Amin (PDT / PTC / PROS ) em novembro de 2016. No tempo em que ocupou o mandato, chegou a votar a favor da PEC do Teto dos Gastos Públicos.
Foi candidato a deputado federal em 2018 e a deputado estadual em 2022, mas não obteve êxito.